# Slidsilja
Slidsilja (Selinum dubium) är en flockblommig växtart som beskrevs av Christian Schkuhr och fick sitt nu gällande namn av Gerfried Horand Leute. Slidsilja ingår i släktet krusfrön, och familjen flockblommiga växter. Enligt den svenska rödlistan är arten nära hotad i Sverige. Arten förekommer på Öland och Götaland samt tillfälligtvis även i Svealand. Arten har tidigare förekommit på Gotland men är numera lokalt utdöd. Artens livsmiljö är jordbrukslandskap.